# Réveil Club de Daloa
Réveil Club de Daloa is een Ivoriaanse voetbalclub uit Daloa in het centrum van het land. Van 2001 tot 2008 speelde de club nog in de hoogste klasse.

## Erelijst
- Beker van Ivoorkust
  - Winnaar: 1980
  - Finalist: 1960